# Nido vuoto
Nido vuoto (2007) della scrittrice spagnola Alicia Giménez-Bartlett
è il settimo romanzo della serie dedicata all'ispettrice Petra Delicado ed al suo vice Fermín Garzón.
Il libro è stato tradotto in tedesco, francese, olandese, norvegese, polacco, oltre che in italiano.

## Trama
La pistola Glock dell'ispettrice Petra Delicado viene rubata da Delia, una bambina di 8 anni.
Con la stessa arma vengono commessi tre spietati omicidi e le indagini di Petra Delicado e Fermín Garzón si insabbiano negli ambienti dell'immigrazione clandestina, della prostituzione e della pedopornografia. 
Tutti gli indizi sembrano però puntare su un istituto d'infanzia di Barcellona gestito in maniera quantomento inadeguata. 
Le indagini si concluderanno con un successo amaro, intanto Petra  decide di sposarsi per la terza volta. L'architetto Marcos Artigas (bello, ricco ed intelligente) ha fatto breccia nella dura scorza dell'ispettrice nonostante l'ingombrante presenza di tre figli.

## Edizioni in italiano
- Alicia Giménez Bartlett, Nido vuoto, traduzione di Maria Nicola, Palermo: Sellerio, 2007
- Alicia Giménez Bartlett, Petra Delicado indaga ancora: Il caso del lituano; Nido vuoto; Il silenzio dei chiostri, Milano: Mondolibri, 2011
- Alicia Giménez Bartlett, Nido vuoto, legge: Valeria Zatti, Feltre: Centro Internazionale del Libro Parlato, 2013